# Parc national Lago de Camécuaro
Le parc national Lago de Camécuaro (espagnol : Parque nacional Lago de Camécuaro) est un parc national du Mexique situé au Michoacán. Ce parc de 10 ha protège le lac de Camécuaro, populaire pour ses eaux cristallines et sa végétation. Il a été créé en 1941 et est géré par la Comisión Nacional de Áreas Naturales Protegidas.